# Colin Burgess
Colin Burgess (Sídney, 16 de noviembre de 1946-16 de diciembre de 2023) fue un músico australiano que fue el baterista del grupo The Masters Apprentices (1968-1972) y fue el primer baterista de la banda australiana de Hard Rock AC/DC.

## Carrera musical
Burgess fue contratado cuando se forma AC/DC en 1973, uniéndose a Malcolm Young (guitarra rítmica), Angus Young (guitarra principal), Dave Evans (voz) y Larry Van Kriedt (bajo). 
En febrero de 1974 Burgess fue despedido de AC/DC por estar borracho en el escenario. Fue reemplazado por una sucesión de bateristas hasta que se incorporó Phil Rudd. En septiembre de 1975 cuando Rudd se lesionó la mano en una pelea en Melbourne Burgess fue llamado para reemplazarlo por un par de semanas. 
Desde entonces Burgess ha sido incluido en el Salón de la Fama ARIA junto con sus secuaces de The Masters Apprentices. Se asoció con su hermano Denny a finales de la década de 1970 principios de los 80 en la banda de rock pop His Majesty que se transformó en la banda "Good Time Charlie" con John Botica como guitarrista en reemplazo al guitarrista Dai Pritchard (Billy Thorpe, Rose Tattoo). Good Time Charlie realizó giras por el sudeste de Asia y grabó un álbum titulado 'Adults Only', que fue producido por John Robinson, exintegrante de la banda australiana Black Feather. 
En forma más reciente, Colin y su hermano Denny han tocado y grabado bajo la designación "The Burgess Brothers Band".